# 咸丰县
29°40′52″N 109°08′48″E / 29.68111°N 109.14667°E
咸丰县在中国湖北省西南部、清江上游，是恩施土家族苗族自治州下辖的一个县。位于鄂、湘、黔、渝四省（市）边区结合部，距州府所在地恩施市98公里。全县总面积2550平方公里，常住总人口约32万人。县人民政府驻高樂山鎮。

## 地名由来
清雍正十三年（1735年）改土归流。冬月并大田千户所、唐崖、金峒、龙潭诸土司地，置咸丰县，盖取“咸庆丰年”之意。据《明史·地理志》载：洪武二十三年（1390年）闰四月，以散毛宣抚司之“大水田”置大田军民千户所，清改设咸丰县，当取“丰收”之意。

## 行政区划
咸丰县下辖6个镇、4个乡：
高乐山镇、忠堡镇、坪坝营镇、朝阳寺镇、清坪镇、唐崖镇、丁寨乡、活龙坪乡、小村乡、黄金洞乡和大路坝区。

## 交通
- 351国道、 353国道过境。
- 黔张常铁路：咸丰站

## 人口
根據第七次人口普查數據，截至2020年11月1日零時，咸豐縣常住人口為318827人。
全县总人口36.4万，以土家族、苗族为主的 17个少数民族占人口总数的85%。

## 旅游资源
- 唐崖寺土司皇城
- 坪坝营国家森林公园